# Phalacronotus parvanalis
Phalacronotus parvanalis är en fiskart som först beskrevs av Robert F. Inger och Chin, 1959.  Phalacronotus parvanalis ingår i släktet Phalacronotus och familjen malfiskar. Inga underarter finns listade i Catalogue of Life.